# Michael Rummenigge
Michael Rummenigge, nemški nogometaš, * 3. februar 1964, Lippstadt, Zahodna Nemčija.
Za nemško reprezentanco je odigral dve uradni tekmi.